# Der Planet der Dinosaurier
Der Planet der Dinosaurier (jap. 恐竜冒険記ジュラトリッパー Kyōryū Bōkenki Jura Tripper), auch bekannt als Jura Tripper, ist eine Anime-Serie aus dem Jahr 1995. Die Handlung basiert im Wesentlichen auf dem Roman Zwei Jahre Ferien von Jules Verne.

## Handlung
Fünfzehn junge Pfadfinder geraten bei einem Ausflug mit ihrem Schiff aus heiterem Himmel in einen furchtbaren Sturm. Als der Sturm sich legt, merken sie plötzlich, dass sie in einer ganz anderen Welt gelandet sind, in welcher neben Menschen auch Dinosaurier existieren.

## Entstehung und Ausstrahlungen
Die von Ashi Productions produzierte Serie wurde erstmals von April bis Dezember 1995 auf dem japanischen Fernsehsender TV Tokyo ausgestrahlt. Sie umfasst 39 Episoden und entstand unter der Regie Kunihiko Yuyamas. Das Titellied Bokutachi no Start (僕たちのスタート) sang Hironobu Kageyama, den Abspann Sunday Island Mariko Kouda, die auch die Rolle der Lady sprach. Von 1995 bis 1996 erschien die Serie in Japan auch auf Video.
Von 1998 bis 2000 strahlte der deutsche Fernsehsender tm3 die Serie unter dem Titel Der Planet der Dinosaurier mehrmals aus. Seit der Sender 2001 sein Konzept grundlegend änderte, war sie nicht mehr im Fernsehen zu sehen. Als I segreti dell'isola misteriosa lief die Serie im italienischen Fernsehen.
Zwischen Mai und September 2022 hat Pidax Animation die Serie in deutscher Sprache in drei Boxen veröffentlicht.

### Synchronisation
| Rolle            | japanischer Sprecher (Seiyū) | deutscher Sprecher  |
| ---------------- | ---------------------------- | ------------------- |
| Boss             | Masami Kikuchi               | Robin Kahnmeyer     |
| President        | Shin'ichiro Miki             | Kim Hasper          |
| Princess         | Yuuko Mizutani               | Daniela Reidies     |
| God              | Ryuuzou Ishino               | Julien Haggége      |
| Tiger            | Yuri Amano                   | Andrea Loewig       |
| Tank             | Wataru Takagi                | Matthias Hinze      |
| Doc              | Michiko Neya                 | Ranja Bonalana      |
| Snake            | Tsutomu Kashiwakura          | Rainer Fritzsche    |
| Cry Baby         | Daisuke Sakaguchi            | Florian Schramm     |
| Young Lady       | Mariko Kouda                 | Melanie Hinze       |
| Nerd             | Tetsuya Iwanaga              | Johannes Albrecht   |
| Silence          | Hiroko Takemasa              | Julius Jellinek     |
| Gatcha           | Rumi Kasahara                | Viktoria Voigt      |
| Timmid           | Junko Okada                  | Marie-Luise Schramm |
| Blunder          | Minako Takenouchi            | Marie-Luise Schramm |
| Zans             | Wataru Takagi                | Martin Schmitz      |
| Manua            | Yumi Hikita                  | Victoria Sturm      |
| Prinzessin Asuka | Mika Kanai                   | Carola Ewert        |
| General Mosar    | Yasunori Matsumoto           | Peter Flechtner     |
| Burai            | Toru Furusawa                | Johannes Berenz     |
| Leonard da Bonta | Tomomichi Nishimura          | Gerhard Paul        |
| Mint             | Akira Ishida                 | Jan Kurbjuweit      |
| Priesterin Ajali | Ai Orikasa                   | Silvia Mißbach      |
| König Ari Harris | Jun Hazumi                   | Gerd Holtenau       |
| der Hohepriester | Kenichi Ogata                | Kaspar Eichel       |